# Arxidiòcesi de Mèxic

Logo de l'arxidiòcesi de Mèxic

L'Arxidiòcesi de Mèxic (Arquidiócesis de México en castellà) és una demarcació de l'Església Catòlica a Mèxic, que cobreix actualment el Districte Federal de Mèxic. Va ser establert després de la conquesta espanyola com a bisbat el 1530 i elevat a arquebisbat el 1547. És també la seu primada de Mèxic, el seu actual titular és Norberto Rivera Carrera.

## Història
Va ser establerta com a diòcesi el 1530 establint també el seu primer bisbe, sota la jurisdicció de l'arquebisbe de Sevilla, que va ser elevat a arquebisbe metropolità de les seus americanes fins a 1546 quan es van elevar tres seus a arquebisbats, entre elles Mèxic, que va tenir com a seus sufragànies, les diòcesis de Puebla, Yucatán, Nicaragua, Guatemala, Oaxaca, Michoacán, Chiapas, Guadalajara, Verapaz i Manila.
Anys després de la conquesta espanyola, a inicis del segle xvi, l'arxidiòcesi posseïa prop de cinquanta convents, una universitat i molts col·legis i escoles. Amb la independència de Mèxic i la guerra civil que la va seguir, l'Església mexicana va ser tractada de forma positiva o negativa segons qui estava al poder.
El 29 de juny de 1951, Mèxic va ser elevada a seu primada per decisió de la Santa Seu, per la seva importància històrica i antiguitat, encara que la seu de Tlaxcala era en realitat la més antiga.

## Límits
Els límits al començament no estaven ben definits. Quan Cuba va ser descoberta, es van erigir tres seus, però quan els prelats van arribar, les seus episcopals havien estat destruïdes i els habitants havien fugit. Per evitar aquests problemes, la Santa Seu va permetre als reis d'Espanya fixar els límits de les noves diòcesis en el continent americà, que encara era considerat una part de l'Àsia. Des de l'any 1500 al 1863, la diòcesi mexicana s'estenia de l'oceà Atlàntic al Pacífic, de Tampico a Acapulco. Posteriorment va ser reduïda, confinada al Districte Federal de Mèxic, l'Estat de Morelos i part de l'Estat d'Hidalgo. Actualment, només cobreix el Districte Federal de Mèxic.

## Llista d'arquebisbes
El terme eclesiàstic mexicà va ser primer una diòcesi, sent-ne el primer bisbe Juan de Zumárraga, que no va tenir funcions d'arquebisbe fins a l'any 1547. Els arquebisbes de Mèxic són els següents:
- Juan de Zumárraga (1530-1548, bisbe fins a 1547)
- Alonso de Montúfar (1551-1572)
- Pedro Moya de Contreras (1573-1591)
- Alonso Fernández de Bonilla (1592-1596)
- García de Santa María Mendoza y Zúñiga (1601-1606)
- García Guerra (1607-1612)
- Juan Pérez de la Serna (1613-1625)
- Francisco de Manso y Zúñiga (1627-1637)
- Feliciano de la Vega (1638-1639)
- Juan de Palafox y Mendoza (1642-1643)
- Juan de Moñozca (1643-1650)
- Marcelo López de Azcona (1652-1653)
- Mateo de Sagade Bugueiro (1655-1662)
- Diego Osorio de Escobar y Llamas (1663-1664)
- Alonso de Cuevas Dávalos (1664-1665)
- Marcos Ramírez de Prado (1666-1667)
- Payo Enríquez de Rivera (1668-1681)
- Francisco de Aguiar y Seijas (1681-1698)
- Juan de Ortega y Montañés (1699-1708)
- José de Lanciego y Eguilaz (1714-1728)
- Juan Antonio de Vizarrón y Eguiarreta (1730-1747)
- Manuel Rubio y Salinas (1749-1765)
- Francisco Antonio de Lorenzana y Butrón (1766-1772)
- Alonso Núñez de Haro y Peralta (1772-1800)
- Francisco Javier de Lizana y Beaumont (1802-1811)
- Antonio Bergosa y Jordán (1813-1815)
- Pedro José de Fonte y Hernández de Miravete (1816-1837)
- Manuel Posada y Garduño (1839-1846
- Lázaro de la Garza y Ballesteros (1850-1862
- Pelagio Antonio de Labastida y Dávalos (1863-1891)
- Próspero María Alarcón y Sánchez de la Barquera (1892-1908)
- José Mora y del Río (1908-1928)
- Pascual Díaz Barreto (1929-1936)
- Luis María Martínez y Rodríguez (1937-1956)
- Miguel Darío Miranda y Gómez (1956-1977)
- Ernesto Corripio Ahumada (1977-1995)
- Norberto Rivera Carrera (1995-Actualitat)

## Estadístiques
A finals del 2004, l'arxidiòcesi tenia 6.999.402 batejats sobre una població de 8.605.239 persones, equivalent al 81,3% del total.
| any  | població   | població   | població | sacerdots | sacerdots       | sacerdots       | sacerdots             | diàques | religiosos | religiosos | parroquies |
| ---- | ---------- | ---------- | -------- | --------- | --------------- | --------------- | --------------------- | ------- | ---------- | ---------- | ---------- |
| any  | batejats   | total      | %        | total     | clergat secular | clergat regular | batejats por sacerdot | diàques | homes      | dones      |            |
| 1950 | 3.500.640  | 4.000.000  | 87,5     | 595       | 315             | 280             | 5.883                 |         | 290        | 2.146      | 264        |
| 1965 | 5.750.000  | 6.155.000  | 93,4     | 968       | 290             | 678             | 5.940                 |         | 902        | 5.945      | 174        |
| 1968 | 6.300.000  | 6.710.000  | 93,9     | 1.461     | 592             | 869             | 4.312                 |         | 1.093      | 5.945      | 213        |
| 1976 | 8.494.168  | 8.802.247  | 96,5     | 1.624     | 593             | 1.031           | 5.230                 | 2       | 1.533      | 5.983      | 279        |
| 1980 | 9.454.105  | 10.057.558 | 94,0     | 1.648     | 598             | 1.050           | 5.736                 | 1       | 1.476      | 6.200      | 320        |
| 1990 | 17.580.000 | 18.700.000 | 94,0     | 1.429     | 521             | 908             | 12.302                | 10      | 2.086      | 4.694      | 360        |
| 1999 | 7.385.655  | 8.689.007  | 85,0     | 1.701     | 713             | 988             | 4.341                 | 67      | 2.468      | 4.875      | 410        |
| 2000 | 9.271.527  | 10.910.245 | 85,0     | 1.670     | 725             | 945             | 5.551                 | 74      | 2.491      | 5.800      | 420        |
| 2001 | 7.283.712  | 8.591.306  | 84,8     | 1.347     | 712             | 635             | 5.407                 | 77      | 1.630      | 4.251      | 425        |
| 2002 | 6.999.402  | 7.738.307  | 90,5     | 1.333     | 698             | 635             | 5.250                 | 81      | 1.643      | 4.744      | 426        |
| 2003 | 6.999.402  | 7.380.687  | 94,8     | 1.735     | 700             | 1.035           | 4.034                 | 76      | 2.135      | 4.756      | 424        |
| 2004 | 6.999.402  | 8.605.239  | 81,3     | 1.686     | 651             | 1.035           | 4.151                 | 95      | 1.960      | 4.733      | 431        |